# سورة العلق
سورة العلق هي سورة مكية، وهي أول سورة نزلت على النبي محمد في السنة الثالثة عشر قبل الهجرة، هي من المفصل، آياتها 19، وترتيبها في المصحف 96، في الجزء الثلاثين، بدأت بفعل أمر ﴿اقْرَأْ بِاسْمِ رَبِّكَ الَّذِي خَلَقَ ۝١﴾ [العلق:1]، سُميت هذه السورة بالعلق، وهو اسمها التوقيفي، ولها أسماء أخرى، منها: ﴿اقْرَأْ بِاسْمِ رَبِّكَ﴾، واشتهرت تسمية هذه السورة بهذا الاسم في عهد الصحابة والتابعين، وتُسمى أيضًا سورة اقرأ، بها سجدة تلاوة في الآية الأخيرة: ﴿كَلَّا لَا تُطِعْهُ وَاسْجُدْ وَاقْتَرِبْ ۝١٩﴾ [العلق:19]، ومن أهم موضوعاتها؛ أمر النبي ﷺ بالقراءة، والحديث عن الغاية من الخلق والدعوة لاكتساب العلم، ومن أهم خصائص السورة أنها تمثل أولى لقاءات الوحي بالنبي ﷺ، وبها أول أمر للأمة، وهو: (اقرأ)، ومن أهم مقاصدها؛ إظهار البرهان على قوة الله وقدرته وعظيم كرمه، إزاء ضعف الإنسان وطغيانه.

## التعريف بالسورة وسبب التسمية
تُسمى هذه السورة بسورة (العلق)، وهو اسمها التوقيفي، ووجه تسميتها بهذا الاسم؛ هو وقوع لفظ: (العلق) في أوائلها، وقد سماها أكثر المفسرين بهذا الاسم، وهو المشهور في اسمها.
وتُعَد سورة (العلق) من أعظم سور القرآن، وذلك لما جاء فيها من التأسيس لافتتاحية الرسالة العظيمة.
وقد عُرِفَت سورة (العلق) بأسماء أُخرى غير (العلق)، ومنها:
1. سورة {اقْرَأْ بِاسْمِ رَبِّكَ}، وقد سمّيت هذه السورة بهذا الاسم، لقوله تعالى في أوّلها: ﴿اقْرَأْ بِاسْمِ رَبِّكَ الَّذِي خَلَقَ ۝١﴾ [العلق:1]، واشتهرت تسمية هذه السورة بهذا الاسم في عهد الصحابة والتابعين،[7] وروي في «المستدرك» عن عائشة: «أول سورة نزلت من القرآن {اقْرَأْ بِاسْمِ رَبِّكَ}، فَأَخْبَرَت عن السورة بـ (اقرأ باسم ربك)،[8] وسمَّاها الإمام الطبري في كتابه "جامع البيان" بهذا الاسم: تفسير سورة (اقرأ باسم ربك).[9]
2. سورة {اقْرَأْ}، لافتتاحها بقوله سبحانه: ﴿اقْرَأْ بِاسْمِ رَبِّكَ الَّذِي خَلَقَ ۝١﴾ [العلق:1]، كما سماها الإمام ابن كثير في تفسيره،[10] والإمام أحمد بن إسماعيل بن عثمان الكوراني في تفسيره،[11] والإمام الماتريدي في تفسيره،[12] وغيرهم من الأئمة.
3. سورة (القلم)  لذكر اسم "القلم" في قوله تعالى: ﴿الَّذِي عَلَّمَ بِالْقَلَمِ ۝٤﴾ [العلق:4]، وهذا الاسم يلتبس بسورة: ﴿ن وَالْقَلَمِ وَمَا يَسْطُرُونَ ۝١﴾ [القلم:1]، وقد سماها بهذا الاسم الإمام ابن حزم في كتابه "الناسخ والمنسوخ في القرآن".[13]

ومعنى كلمة (العلق): العلق جمع علقة، وهي القطعة اليسيرة من الدم.

## عدد آيات السورة وكلماتها وحروفها
- اختلف إلى ثلاثة أقوال:

1. القول الأول: ثماني عشرة آية في الشامي.
2. الثاني: تسع عشرة آية في المصحف الكوفي والبصري.
3. الثالث: عشرون آية في الحجازي، أي الْمَدَنِيين والمكي.

- والخلاف في آيتين:

1. الأولى: قوله تعالى: ﴿كَلَّا لَئِنْ لَمْ يَنْتَهِ لَنَسْفَعًا بِالنَّاصِيَةِ ۝١٥﴾ [العلق:15]، عدّهَا المدنيان والمكي وَلم يعدها الباقون.
2. الثانية: قوله تعالى: ﴿أَرَأَيْتَ الَّذِي يَنْهَى ۝٩﴾ [العلق:9]، لم يعدّها الشَّامي وعدّها الباقون.[3]

عدد كلماتها: اثنتان وسبعون كلمة.
عدد حروفها: مئتان وثمانون حرفاً.

## مكان نزول السورة وترتيبها وسبب نزولها

### مكان نزول السورة
سورة (العلق) من السور المتفق على كونها من السور التي نزلت بمكة، فآياتها الخمس الأولى هي أول ما نزل من القرآن، وآياتها الباقية نزلت في شأن عداوة أبي جهل للنبي ﷺ، وهذه أمور يُقطع بحدوثها في مكة قبل الهجرة.

### ترتيب نزول السورة
وأما ترتيب سورة (العلق): فترتيبها بالمصحف: هي السورة السادسة والتسعون في ترتيب المصحف، والتاسعة عشرة في ترتيب الجزء، وأكثر المفسرين: على أن هذه أول سورة نزلت من القرآن، وأول ما نزل خمس آيات من أولها إلى قوله تعالى: ﴿مَا لَمْ يَعْلَمْ﴾ [العلق:5].

### ما ورد في سبب نزول السورة
نزل الوحي لأول مرّة على النبي محمد ﷺ وهو في غار حراء، تروي عائشة بنت أبي بكر قصة بدء الوحي:
وقد أجمع المحققون من العلماء، على أن هذه الآيات، أول ما نزل على الرسول ﷺ من قرآن على الإطلاق، قال الآلوسي: "بعد أن ساق الأحاديث التي وردت في ذلك: "وبالجملة فالصحيح، كما قال البعض وهو الذي أختاره، أن صدر هذه السورة، هو أول ما نزل من القرآن على الإطلاق، وفي شرح مسلم: "والصواب أن أول ما نزل «اقرأ»، أي: مطلقاً، وأول ما نزل بعد فترة الوحى، «يا أيها المدثر»، وأما قول من قال من المفسرين، أول ما نزل الفاتحة، فبطلانه أظهر من أن يذكر».
أما بقية السورة فهو متأخر النزول، نزل بعد شيوع بعثته ﷺ، وبعد أن دعا قريشاً إلى الإيمان به، وآمن به قوم منهم، وكان جمهرتهم يتحرشون بمن آمن به ويؤذونهم، ويحاولون ردهم عن تصديقه، والإيمان بما جاء به من عند ربه.
وعن أبي هريرة، قال: قال أبو جهل: هل يعفر محمد وجهه بين أظهركم؟ قال فقيل: نعم، فقال: واللات والعزى لئن رأيته يفعل ذلك لأطأن على رقبته، أو لأعفرن وجهه في التراب، قال: فأتى رسول الله ﷺ وهو يصلي، زعم ليطأ على رقبته، قال: فما فجئهم منه إلا وهو ينكص على عقبيه ويتقي بيديه، قال: فقيل له: ما لك؟ فقال: إن بيني وبينه لخندقا من نار وهولا وأجنحة، فقال رسول الله ﷺ: «لَوْ دَنَا مِنِّي لَاخْتَطَفَتْهُ الْمَلَائِكَةُ عُضْوًا عُضْوًا» قَالَ: فَأَنْزَلَ اللهُ  لَا نَدْرِي فِي حَدِيثِ أَبِي هُرَيْرَةَ، أَوْ شَيْءٌ بَلَغَهُ: ﴿كَلَّا إِنَّ الْإِنْسَانَ لَيَطْغَى ۝٦ أَنْ رَآهُ اسْتَغْنَى ۝٧ إِنَّ إِلَى رَبِّكَ الرُّجْعَى ۝٨ أَرَأَيْتَ الَّذِي يَنْهَى ۝٩ عَبْدًا إِذَا صَلَّى ۝١٠ أَرَأَيْتَ إِنْ كَانَ عَلَى الْهُدَى ۝١١ أَوْ أَمَرَ بِالتَّقْوَى ۝١٢ أَرَأَيْتَ إِنْ كَذَّبَ وَتَوَلَّى ۝١٣﴾ [العلق:6–13]، يَعْنِي أَبَا جَهْلٍ، ﴿أَلَمْ يَعْلَمْ بِأَنَّ اللَّهَ يَرَى ۝١٤ كَلَّا لَئِنْ لَمْ يَنْتَهِ لَنَسْفَعًا بِالنَّاصِيَةِ ۝١٥ نَاصِيَةٍ كَاذِبَةٍ خَاطِئَةٍ ۝١٦ فَلْيَدْعُ نَادِيَهُ ۝١٧ سَنَدْعُ الزَّبَانِيَةَ ۝١٨ كَلَّا لَا تُطِعْهُ﴾ [العلق:14–19]، وزَادَ عُبَيْدُ اللهِ فِي حَدِيثِهِ قَالَ: وَأَمَرَهُ بِمَا أَمَرَهُ بِهِ، وَزَادَ ابْنُ عَبْدِ الْأَعْلَى ﴿فَلْيَدْعُ نَادِيَهُ ۝١٧﴾ [العلق:17]، يعني قومه.
وبعد نزول أول خمس آيات من سورة العلق، فَتَر عنه الوحي مدة، قيل أنها أربعون ليلة وقيل أقلّ من ذلك، حتى انتهت بنزول أوائل سورة المدثر.

## فضائل وخصائص السورة

### فضائل السورة
لم يثبت حديث صحيح في فضل سورة (العلق)، لذا يجب تجنب ذكر الأحاديث غير الصحيحة في بيان فضل هذه السورة.

### خصائص السورة
1. أن الآيات الخمس الأولى من سورة (العلق)، هي أول ما نزل من القرآن، وأول ما استفتحت به الرسالة المحمدية.[26]
2. أنها تحتوي على أول أمر للأمة، وهو (اقرأ)، وتحتوي على اسم (القلم)، وهو أول ما خلق الله ، وبها آخر سجدة في القرآن، وفيها وردت لفظة علقة بالجمع (علق)، وهو الموضع الوحيد في القرآن بالجمع.[6]

## مناسبة السورة لما قبلها وبعدها

### مناسبة سورة العلق لما قبلها
بين سورة (العلق) وما قبلها كثير من المناسبات، أهمها ما يلي:
1. لما ذكر اللَّه  في سورة التين أنه خلق الإنسان في أحسن تقويم، وهذا بيان للصورة، وذكر هنا أنه: ﴿خَلَقَ الْإِنْسَانَ مِنْ عَلَقٍ ۝٢﴾ [العلق:2] وهذا بيان للمادة، وذكر تعالى في هذه السورة من أحوال الآخرة بيانا توضيحياً لما ذكر في السورة السالفة.[17]
2. أنه  لما قال في آخر سورة (التين): ﴿أَلَيْسَ اللَّهُ بِأَحْكَمِ الْحَاكِمِينَ ۝٨﴾ [التين:8]، بيّن في أول سورة (العلق)، أنه تعالى مصدر علم العباد بحكمته، فبيّن أنه سبحانه: ﴿الَّذِي عَلَّمَ بِالْقَلَمِ ۝٤ عَلَّمَ الْإِنْسَانَ مَا لَمْ يَعْلَمْ ۝٥﴾ [العلق:4–5]، وصدّر ذلك بالأمر بالقراءة، واستفتاحها باسمه دائماً، لتكون للإنسان عوناً على كمال العلم بحكمة أحكم الحاكمين.[3]
3. لما أمر الله  نبيه في الضحى بالتحديث بنعمته، وذكَّره بمجامعها في {ألم نشرح}، فأنتج ذلك إفراده بما أمره به في ختمها من تخصيصه بالرغبة إليه، فدل في الزيتون على أنه أهل لذلك لتمام قدرته الذي يلزم منه أنه لا قدرة لغيره إلا به، فأنتج ذلك تمام الحكمة فأثمر قطعاً البعث للجزاء فتشوف السامع إلى ما يوجب حسن الجزاء في ذلك اليوم وبأيّ وسيلة يقف بين يدي الملك الأعلى في يوم الجمع الأكبر من خصال الذين آمنوا وعملوا الصالحات، فأرشد إلى ذلك في هذه السورة، فقال بادئاً بالتعريف بالعلم الأصلي ذاكراً أصل من خلقه  في أحسن تقويم وبعض أطواره الحسنة والقبيحة تعجيباً من تمام قدرته  وتنبيهاً على تعرفها وإنعام النظر فيها.[27]

### مناسبة سورة العلق لما بعدها
وبين سورة (العلق) وما بعدها أكثر من مناسبة، أهمها: لما أمر اللَّه  في سورة العلق نبيه ﷺ بقراءة القرآن باسم ربه الذي خلق، واسم الذي علّم الإنسان ما لم يعلم، ثم أبان في هذه السورة زمن البدء في نزول القرآن، وهو ليلة القدر ذات الشرف الرفيع والقدر العالي بسبب نزول القرآن فيها.

## مقاصد السورة
1. تلقين محمد ﷺ الكلام القرآني وتلاوته إذ كان لا يعرف التلاوة من قبل، والإيماء إلى أن علمه بذلك ميسر لأن الله الذي ألهم البشر العلم بالكتابة قادر على تعليم من يشاء ابتداء، وإيماء إلى أن أمته ستصير إلى معرفة القراءة والكتابة والعلم.[7]
2. كشف شأن فرعون هذه الأمة أبي جهل الذي كان ينهى رسول الله ﷺ عن الصلاة، انتصارا للأوثان والأصنام، وتوعده بأشد العقاب إن استمر على ضلاله وكفره وطغيانه، وتنبيه الرسول ﷺ إلى عدم الالتفات لما كان يوعده به ويتهدده: ﴿أَرَأَيْتَ الَّذِي يَنْهَى ۝٩ عَبْدًا إِذَا صَلَّى ۝١٠ أَرَأَيْتَ إِنْ كَانَ عَلَى الْهُدَى ۝١١ أَوْ أَمَرَ بِالتَّقْوَى ۝١٢ أَرَأَيْتَ إِنْ كَذَّبَ وَتَوَلَّى ۝١٣ أَلَمْ يَعْلَمْ بِأَنَّ اللَّهَ يَرَى ۝١٤ كَلَّا لَئِنْ لَمْ يَنْتَهِ لَنَسْفَعًا بِالنَّاصِيَةِ ۝١٥ نَاصِيَةٍ كَاذِبَةٍ خَاطِئَةٍ ۝١٦ فَلْيَدْعُ نَادِيَهُ ۝١٧ سَنَدْعُ الزَّبَانِيَةَ ۝١٨ كَلَّا لَا تُطِعْهُ وَاسْجُدْ وَاقْتَرِبْ ۝١٩﴾ [العلق:9–19].[3]
3. بيان حكمة اللَّه في خلق الإنسان من ضعف إلى قوة، والإشادة بما زوّده وأمره به من فضيلة القراءة (اقرأ) والكتابة (عَلَّمَ بِالْقَلَمِ) لتمييزه على غيره من المخلوقات: ﴿اقْرَأْ بِاسْمِ رَبِّكَ الَّذِي خَلَقَ ۝١ خَلَقَ الْإِنْسَانَ مِنْ عَلَقٍ ۝٢ اقْرَأْ وَرَبُّكَ الْأَكْرَمُ ۝٣ الَّذِي عَلَّمَ بِالْقَلَمِ ۝٤ عَلَّمَ الْإِنْسَانَ مَا لَمْ يَعْلَمْ ۝٥﴾ [العلق:1–5].[17]

## المحتوى العام وما ورد فيها من ناسخ ومنسوخ

### المحتوى العام في السورة
تحتوي سورة (العلق) على أربعة مواضيع رئيسية، وهي كما يلي:
1. موضوع بدء نزول الوحي على خاتم الأنبياء محمد ﷺ.[3]
2. موضوع الحديث عن الأمر الربَّاني من المولى  لنبيه محمد ﷺ، وبيان أصل خلق الإنسان، وذلك في الآيات الخمس الأولى من السورة: ﴿اقْرَأْ بِاسْمِ رَبِّكَ الَّذِي خَلَقَ ۝١ خَلَقَ الْإِنْسَانَ مِنْ عَلَقٍ ۝٢ اقْرَأْ وَرَبُّكَ الْأَكْرَمُ ۝٣ الَّذِي عَلَّمَ بِالْقَلَمِ ۝٤ عَلَّمَ الْإِنْسَانَ مَا لَمْ يَعْلَمْ ۝٥﴾ [العلق:1–5]: يأمر ربنا تبارك وتعالى نبيه أن يتلو ما أنزله عليه، وهي هذه الآيات، فيقول له: اقرأ مستعيناً ومستفتحاً باسم ربك الذي خلق كل شيء. ثم بين أصل خلق الإنسان فقال: خلق الإنسان من الدم المتجمد العالق بالرحم، ثم كرر الأمر بالقراءة اهتماماً بها، فقال: اقرأ وربك المتصف بكمال الكرم، ومن كرمه أن علم الإنسان الكتابة بالقلم، فحفظ به علومه، ومن كرمه أنه علم الإنسان علوماً كان يجهلها.[28]
3. موضوع طغيان الإنسان، وذلك في الآيات المتوسطة في السورة من الآية السادسة إلى الآية الرابعة عشرة، ففي تلك الآيات ذكر موضوع طغيان الإنسان حين ابتعاده عن الغاية الحقيقية من الخلق.[6]
4. موضوع تهديد الإنسان وتحذيره من عاقبة الطغيان، مع ذكر بعض آثار الطغيان ووعيد الله عليها، وذلك في الآيات الأخيرة من السورة، ثم تختتم السورة بموضوع تهذيب النفس الإنسانية من خلال إرشادها إلى طريق الجادة بالتقرب إلى الله بالطاعة للوصول إلى أعلى الدرجات.[2]

## الناسخ والمنسوخ في السورة
ذكر الإمام ابن حزم: أن سورة (العلق) كلها محكم، وليس فيها ناسخ ولا منسوخ.

## اللغة والبلاغة في السورة

### اللغة في السورة
(العلق): الدم، وهو اسم جنس جمعي، وأطلق المفسرون عليه الجمع إما تسمحاً، وهو جمع لغوي، وفي المصباح: «والعلق المني فينتقل طوراً بعد طور فيصير دماً غليظاً متجمداً، ثم ينتقل طوراً آخر فيصير لحماً، وهو المضغة».

(لَنَسْفَعاً بالناصية): (السفع): الجذب بشدة وقوة، وعند أهل اللغة: سفعت بالشيء إذا قبضت عليه وجذبته جذباً شديداً، وسفع بناصية فرسه جذبها، قال الشاعر:
قوم إذا كثر الصياح رأيتهم ... ما بين ملجم مهره أو سافع
(الناصية): شعر مقدم الرأس {الزبانية} مأخوذ من الزبن وهو الدفع، والمراد بهم ملائكة العذاب، الغلاظ الشداد، والعرب يطلقون هذا الاسم على من اشتد بطشه.
(فَلْيَدْعُ نادِيَهُ): (نادية): المراد أهل النادي، وهذا كقوله تعالى: ﴿وَاسْأَلِ الْقَرْيَةَ﴾ [يوسف:82]، أي: أهلها.
(الزَّبانِيَةَ): الملائكة الغلاظ الشداد واحدها زبنية بكسر أوله وسكون ثانيه وكسر ثالثه وتخفيف الياء من الزبن وهو الدفع أو زبني على النسب وأصله زباني بتشديد الواو فالتاء عوض عن الواو وفي المختار «وأحد الزبانية زبان أو زابان قال الأخفش واحدهم زباني وقال بعضهم زابي وقال بعضهم زبنية مثل عفرية» وفي القاموس: «والزبنية كهبرية متمرد الجن والإنس والشديد والشرطي والجمع زبانية أو واحدها زبّني».

### البلاغة في السورة
1. الإطناب بتكرار الفعل: وذلك في قوله تعالى: ﴿اقْرَأْ بِاسْمِ رَبِّكَ الَّذِي خَلَقَ ۝١﴾ [العلق:1]، ثم قال: ﴿اقْرَأْ وَرَبُّكَ الْأَكْرَمُ ۝٣﴾ [العلق:3]، لمزيد الاهتمام بشأن القراءة والعلم.[30]
2. صيغة التفضيل: وذلك في قوله تعالى: ﴿اقْرَأْ وَرَبُّكَ الْأَكْرَمُ ۝٣﴾ [العلق:3]: (الأكرم): هو بصيغة التفضيل، وزنه أفعل، ولكنه في المعنى مبالغة الكرم، أي: كرمه يزيد على كل كرم.[32]
3. الجناس الناقص: وذلك بين {خلق} و {علق}. والكناية: وذلك في قوله : ﴿أَرَأَيْتَ الَّذِي يَنْهَى ۝٩ عَبْدًا﴾ [العلق:9–10]، كنى بالعبد عن رسول الله ﷺ ولم يقل: ينهاك تفخيماً لشأنه وتعظيماً لقدره، وكذلك الاستفهام للتعجب: فالاستفهام للتعجب من شأن الناهي ﴿أَرَأَيْتَ الَّذِي يَنْهَى ۝٩﴾؟ ﴿أَرَأَيْتَ إِنْ كَانَ عَلَى الْهُدَى ۝١١﴾.[30]
4. السجع المرصع: وذلك في قوله تعالى: ﴿اقْرَأْ بِاسْمِ رَبِّكَ الَّذِي خَلَقَ ۝١ خَلَقَ الْإِنْسَانَ مِنْ عَلَقٍ ۝٢﴾ [العلق:1–2].[3]
5. مجاز عقلي ومجاز مرسل: ففي قوله: {ناصية كاذبة خاطئة}: مجاز عقلي؛ إذ وصف الناصية بالكذب والخطأ، والحقيقة صاحبها، وذلك أبلغ من أن يضاف فيقال ناصية كاذب خاطئ، لأنها هي المحدّث عنها، وفي قوله {فليدع ناديه}: مجاز مرسل، والمراد أهل النادي، فالنادي لا يدعى وإنما يدعى أهله، فأطلق المحل وأريد الحال، فالمجاز مرسل، والنادي هو المجلس الذي ينتدي فيه القوم ولا يسمى المكان نادياً حتى يكون فيه أهله.[29]

## القراءات لبعض الكلمات في السورة
نماذج لوجوه القراءات لبعض الألفاظ في سورة العلق:
(أن رأه): قرأ قنبل: بقصر الهمزة، والباقون بمدها، وقال بعض أهل النظر: أحسن أحوال ابن كثير: أن يكون قرأ هذا الحرف بتقديم الألف التي بعد الهمزة، وتأخير الهمزة إلى موضع الألف، ثم خفف الهمزة، فحذف الألف، لالتقاء الساكنين فبقي (راه) بألف ساكنة غير مهموزة، إلا أن الناقل لذلك عنه لم يضبط لفظه به، هذه لغة مشهورة للعرب يقولون في (رءاني) «راءني» وفي (سأاني ساءني).
في قوله تعالى: (ليطغى) إلى قوله (بأن الله يرى): أمال حمزة والكسائي وخلف أواخر آي هذه السورة من لدن قوله: (ليطغى) إلى قوله (بأن الله يرى)، وأمال أبو عمرو (يرى) وحده، وما عداه بين بين، وورش جميع ذلك بين بين، والباقون بإخلاص الفتح.
(أرأيت): قرأ المدنيان بتسهيل الهمزة الثانية بين بين، ولورش إبدالها ألفاً مع المد المشبع، غير أن هذا الوجه لا يأتى إلا حال الوصل فقط، وقرأ الكسائي بحذف الهمزة المذكورة، ولحمزة في الوقف عليه تسهيلها بين بين فقط، وفي قوله تعالى: (كاذبة خاطئة): قرأ أبو جعفر بإخفاء التنوين في الخاء مع الغنة وبإبدال الهمزة ياء خالصة في الحالين، وكذلك حمزة إن وقف.

## الفوائد الفقهية في السورة
في قوله تعالى: ﴿كَلَّا لَا تُطِعْهُ وَاسْجُدْ وَاقْتَرِبْ ۝١٩﴾ [العلق:19]، مسألتان:
المسألة الأولى قوله: {واسجد}: فيها طريقة القربة، فهو يتأكد على الوجوب، لكنه يحتمل أن يكون سجود الصلاة، ويحتمل أن يكون سجود التلاوة، والظاهر أنه سجود الصلاة، لقوله: ﴿أَرَأَيْتَ الَّذِي يَنْهَى ۝٩ عَبْدًا إِذَا صَلَّى ۝١٠﴾ [العلق:9–10]، إلى قوله: ﴿كَلَّا لَا تُطِعْهُ وَاسْجُدْ وَاقْتَرِبْ ۝١٩﴾ [العلق:19]: ولولا ما ثبت في الصحيح من رواية مسلم وغيره من الأئمة عن «أبي هريرة أنه قال: سجدت مع النبي ﷺ في: ﴿إِذَا السَّمَاءُ انْشَقَّتْ ۝١﴾ [الانشقاق:1]، وفي: ﴿اقْرَأْ بِاسْمِ رَبِّكَ الَّذِي خَلَقَ ۝١﴾ [العلق:1]، سجدتين»، فكان هذا نصاً على أن المراد به سجود التلاوة.
المسألة الثانية قوله: ﴿وَاقْتَرِبْ﴾ [العلق:19]: المعنى اكتسب القرب من ربك في السجود فإنه أقرب ما يكون العبد من ربه في سجوده؛ لأنها نهاية العبودية والذلة لله، ولله غاية العزة، وله العزة التي لا مقدار لها، فلما بعدت من صفته قربت من جنته، ودنوت من جواره في داره.

## المؤلفات في السورة
1. علامات الإعراب الأصلية وعلامات البناء –دراسة تطبيقية على سورة العلق-، د. آمال السيد حسن، مجلة كلية الدراسات الإسلامية والعربية للبنات بدمنهور، العدد التاسع، الإصدار الثالث، المجلد الثالث، 2024م.
2. الوحدة الموضوعية في سورة العلق، نبيلة بنت حسن التركي، مجلة أبحاث، العدد: 6، يونيو 2016م.
3. التفسير التحليلي لسورة العلق، للباحث: فهد نور الأمين عبد السلام، رسالة ماجستير في التفسير وعلوم القرآن، بجامعة المدينة العالمية –ماليزيا-، كلية العلوم الإسلامية، سنة 2012م.
4. الوحدة البنائية في سورة العلق –دراسة تأصيلية تطبيقية-، د. عماد محمود محمود عبد الكريم، مجلة كلية أصول الدين والدعوة بأسيوط، الجزء الثالث، العدد: 40، لعام 2022م.
5. دراسة صوتية دلالية لسورة العلق، للباحث: الزين هجيرة، رسالة ماجستير بجامعة محمد بوضياف بالمسيلة، كلية الآداب واللغات، تخصص: أدب حديث، سنة 2020- 2021م.
6. التناسب بين مقصد سورة العلق وآيات الأنفس فيها، راجي محيسن محمد الهلالات، مجلة دراسات علوم الشريعة والقانون، المجلد: 45، العدد: 4، ملحق 3، سنة 2018م.
7. دراسة صوتية دلالية لسورة العلق، للباحث: الزين هجيرة، رسالة ماجستير بجامعة محمد بوضياف بالمسيلة، كلية الآداب واللغات، تخصص: أدب حديث، سنة 2020- 2021م

## وصلات خارجية
- تفسير ابن كثير لسورة العلق
- أحكام التجويد لسورة العلق
- إعراب كامل سورة العلق
- ملف متكامل لسورة العلق